# Inga grandis
Inga grandis är en ärtväxtart som beskrevs av Terence Dale Pennington. Inga grandis ingår i släktet Inga och familjen ärtväxter. Inga underarter finns listade i Catalogue of Life.